# 赫尔曼·布尔哈夫

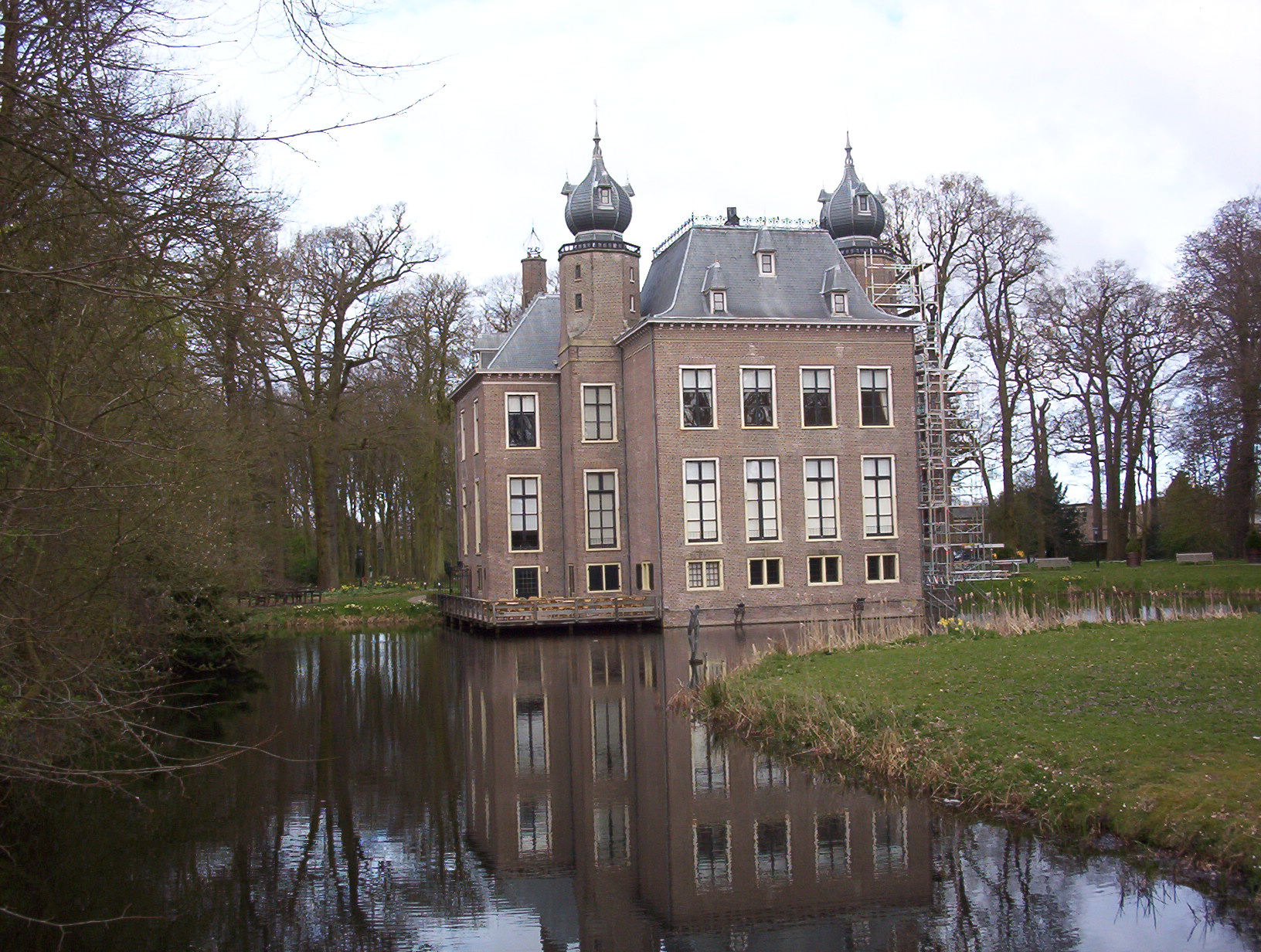
旧普尔海斯特城堡（Oud Poelgeest Castle），赫尔曼·布尔哈夫在临近莱顿的乌赫斯特海斯特的家。这是他的室外植物园所在，在其生时即已名声在外，可与克利福特园（Hortus Cliffortianus）媲美，后者是其朋友和赞助人乔治·克利福德三世的，林奈曾在克利福特园写作。他通过拖船（trekschuit）来往于其朋友的花园及莱顿大学。

赫尔曼·布尔哈夫（荷蘭語：Herman Boerhaave，1668年12月31日—1738年9月23日）是一位欧洲知名的荷兰植物学家，人文主义者和医生。他被视为临床教学以及现代学术医院的奠基人。他的主要成就是指明了症状与病变的关系。

## 生平
他生于临近莱顿的福尔豪特。在莱顿大学他于1689年获得了其哲学学位，学位论文是《关于心灵与身体的区别》（De distinctione mentis a corpore），在其中他攻击了伊壁鸠鲁，托马斯·霍布斯以及巴鲁赫·斯宾诺莎的教条。他此后转向医学研究，在此领域他于1693年在如今位于海尔德兰省的哈尔德韦克大学毕业。1701年他被任命为莱顿的医学院（the institutes of medicine）讲师；在他的就职演讲De commendando Hippocratis studio中，他向其学生推荐此位伟大的医生作为他们的楷模。
1709年他成为了植物学及医学教授，在此职位上他通过改进并扩充莱顿植物园以及出版无数描述新植物物种的作品，不仅为其大学，也为植物科学做出了极好的贡献。1714年，当他被任命为该大学的校长时，他继承了霍费尔特·比德洛（Govert Bidloo）的应用医学教授职位，并在此职位上引入了临床教学的现代体系。4年后他也被任命为化学教授职位。1728年他被选入法国科学院，2年后被选入伦敦的皇家学会。1729年日益恶化的健康迫使他辞掉了化学和植物学教授职位；而后他在挥之不去的和痛苦的疾病折磨中于莱顿去世了。
他的名望大大增强了莱顿大学特别是其医学院的名气，它受到来自欧洲各地的参观者的欢迎。所有欧洲亲王都向其输送学生，后者发现这位能干的教授不仅是不知疲倦的老师，也是亲切的监护人。当彼得大帝1715年去荷兰时，为谙习航海事务，他也听了布尔哈夫的授课。卡尔·林奈长途跋涉以见他，正如伏尔泰所做的一样。他的名望不仅限于欧洲；一位中国清朝官员给他寄了一封信，地址只写了“杰出的布尔哈夫，在欧洲的医生”（"the illustrious Boerhaave, physician in Europe" ），结果该信如期寄至布尔哈夫处。他曾作为解剖学家工作过的莱顿大学的手术室如今位于以他名字命名的布尔哈夫博物馆中心。
他首先描述了布尔哈夫综合征，这涉及食管撕裂，通常是严重呕吐的后果。他著名的描述是1724年Baron Jan von Wassenaer的病例，后者是荷兰海军上将，死于一顿饕餮大餐及随后的返流引起的此种情况。在现代外科技术允许对食管进行修复前，此种情况一律是致命的。
布尔哈夫受到其荷兰同时代者巴鲁赫·斯宾诺莎的批评，后者因其1689年的论文而对其进行攻击。(巴鲁赫·斯宾诺莎1632年11月24日－1677年2月21日)，他不可能对布尔哈夫提出批评，应该是布尔哈夫对斯宾诺莎提出了批评。1689年，他的确写了一篇含有批评斯宾诺莎内容的论文。

## 个人生活
1710年9月14日，布尔哈夫与玛利亚·德洛伦法克斯（Maria Drolenvaux）结婚，后者是一位富有的商人Alderman Abraham Drolenvaux的女儿。他们育有四个孩子，其中一个女儿玛利亚·乔安娜（Maria Joanna）活到了成年。1722年，他开始患有严重的痛风。

## 出版物

Aphorismi de cognoscendis et curandis morbis, 1728

- Het Nut der Mechanistische Methode in de Geneeskunde15690 (Leiden, 1703)
- Institutiones medicae (Leiden, 1708)
- Aphorismi de cognoscendis et curandis morbis (Leiden, 1709), on which his pupil and assistant, Gerard van Swieten (1700–1772) published a commentary in 5 vols.
- Elementa chemiae (Paris, 1724).